# Serie A1 w piłce siatkowej mężczyzn (2007/2008)
Serie A siatkarzy w sezonie 2007/2008

## Wstęp
62. sezon rywalizacji o Mistrzostwo Włoch, został poprzedzony, już po raz 11, meczem o Superpuchar Kraju. Mecz odbył się 24 września 2007 roku w Trieście, między Sisleyem Treviso a M. Romą Volley. Sisley pokonał Romę 3:0 (25-19 25-19 25-21). Pierwsza kolejka spotkań w sezonie 2007/2008 we Włoszech została rozegrana 30 września 2007 roku. Sezon zakończył się 7 maja 2008 roku, mistrzostwo Włoch zdobyła drużyna Itasu Diatec Trentino, pokonując w finale Coprę Berni Piacenzę. 
Do Serie A2 zdegradowane zostały Andreoli Latina i Famigliulo Corigliano

## Drużyny uczestniczące w rozgrywkach
- Acqua Paradiso Gabeca Montichiari
- Andreoli Latina
- Antonveneta Padwa
- Bre Banca Lannutti Cuneo
- Cimone Modena
- Copra Berni Piacenza
- Famigliulo Corigliano
- M. Roma Volley
- Itas Diatec Trentino
- Lube Banca Macerata
- Professione Casa Taranto
- RPA-LuigiBacchi.it Perugia
- Sisley Treviso
- Sparkling Milano

## Runda zasadnicza

### 1. Kolejka
30 września 2007
| Antonveneta Padwa                 | 3:2 (23:25, 21:25, 25:23, 25:23, 15:11) | M. Roma Volley           |
| Acqua Paradiso Gabeca Montichiari | 3:0 (25:20, 25:19, 25:22)               | Andreoli Latina          |
| Bre Banca Lannutti Cuneo          | 3:0 (25:23, 25:17, 25:14)               | Itas Diatec Trentino     |
| RPA-LuigiBacchi.it Perugia        | 3:1 (25:21, 25:21, 21:25, 25:17)        | Copra Berni Piacenza     |
| Cimone Modena                     | 3:0 (25:23, 25:18, 25:21)               | Lube Banca Macerata      |
| Famigliulo Corigliano             | 3:0 (25:20, 25:21, 25:17)               | Sisley Treviso           |
| Sparkling Milano                  | 0:3 (16:25, 22:25, 21:25)               | Professione Casa Taranto |

### 2. Kolejka
3 października 2007
| M. Roma Volley           | 3:1 (25:20, 25:19, 23:25, 25:21)        | RPA-LuigiBacchi.it Perugia |
| Copra Berni Piacenza     | 3:2 (25:20, 25:27, 25:15, 20:25, 15:11) | Sparkling Milano           |
| Andreoli Latina          | 0:3 (25:27, 30:32, 16:25)               | Antonveneta Padwa          |
| Professione Casa Taranto | 3:1 (22:25, 25:22, 25:21, 25:17)        | Famigliulo Corigliano      |

4 października 2007
| Lube Banca Macerata  | 2:3 (25:22, 18:25, 20:25, 25:22, 11:15) | Bre Banca Lannutti Cuneo          |
| Sisley Treviso       | 0:3 (22:25, 19:25, 22:25)               | Acqua Paradiso Gabeca Montichiari |
| Itas Diatec Trentino | 3:1 (25:20, 31:33, 25:18, 25:21)        | Cimone Modena                     |

### 3. Kolejka
7 października 2007
| M. Roma Volley           | 3:0 (25:23, 25:23, 25:16)               | Sparkling Milano                  |
| Itas Diatec Trentino     | 3:0 (25:17, 25:18, 25:21)               | Acqua Paradiso Gabeca Montichiari |
| Andreoli Latina          | 0:3 (23:25, 26:28, 20:25)               | Cimone Modena                     |
| Sisley Treviso           | 3:1 (25:22, 22:25, 25:20, 25:19)        | RPA-LuigiBacchi.it Perugia        |
| Copra Berni Piacenza     | 0:3 (23:25, 23:25, 21:25)               | Bre Banca Lannutti Cuneo          |
| Professione Casa Taranto | 2:3 (25:21, 19:25, 25:22, 20:25, 11:15) | Antonveneta Padwa                 |
| Lube Banca Macerata      | 3:1 (23:25, 25:23, 25:20, 25:21)        | Famigliulo Corigliano             |

### 4. Kolejka
10 października 2007
| RPA-LuigiBacchi.it Perugia | 0:3 (19:25, 13:25, 15:25)               | Itas Diatec Trentino     |
| Cimone Modena              | 3:1 (26:24, 20:25, 25:21, 25:20)        | Copra Berni Piacenza     |
| Antonveneta Padwa          | 0:3 (29:31, 25:27, 32:34)               | Sisley Treviso           |
| Famigliulo Corigliano      | 3:2 (20:25, 18:25, 25:20, 25:14, 15:11) | Andreoli Latina          |
| Bre Banca Lannutti Cuneo   | 3:0 (25:15, 25:21, 25:21)               | Professione Casa Taranto |

11 października 2007
| Acqua Paradiso Gabeca Montichiari | 2:3 (21:25, 25:15, 17:25, 25:19, 12:15) | M. Roma Volley      |
| Sparkling Milano                  | 3:1 (30:28, 25:21, 19:25, 25:23)        | Lube Banca Macerata |

### 5. Kolejka
13 października 2007
| Sisley Treviso | 3:2 (24:26, 25:17, 18:25, 25:17, 17:15) | Cimone Modena |

14 października 2007
| M. Roma Volley           | 3:0 (25:21, 25:14, 25:18)               | Andreoli Latina                   |
| Bre Banca Lannutti Cuneo | 3:0 (25:20, 25:23, 25:20)               | Sparkling Milano                  |
| Copra Berni Piacenza     | 2:3 (30:32, 25:23, 16:25, 27:25, 12:15) | Acqua Paradiso Gabeca Montichiari |
| Professione Casa Taranto | 1:3 (27:29, 20:25, 25:23, 18:25)        | RPA-LuigiBacchi.it Perugia        |
| Lube Banca Macerata      | 3:2 (16:25, 24:26, 25:23, 25:17, 15:10) | Antonveneta Padwa                 |

15 października 2007
| Itas Diatec Trentino | 3:0 (25:18, 25:15, 25:15) | Famigliulo Corigliano |

### 6. Kolejka
18 października 2007
| Cimone Modena | 1:3 (17:25, 29:31, 25:23, 22:25) | M. Roma Volley |

20 października 2007
| Antonveneta Padwa | 3:0 (25:22, 25:13, 25:15) | Bre Banca Lannutti Cuneo |

21 października 2007
| Andreoli Latina                   | 1:3 (17:25, 25:19, 18:25, 22:25)        | Copra Berni Piacenza       |
| Lube Banca Macerata               | 3:2 (25:23, 20:25, 27:25, 19:25, 15:11) | Sisley Treviso             |
| Famigliulo Corigliano             | 0:3 (23:25, 22:25, 20:25)               | RPA-LuigiBacchi.it Perugia |
| Acqua Paradiso Gabeca Montichiari | 3:2 (26:24, 20:25, 25:23, 23:25, 15:11) | Professione Casa Taranto   |

22 października 2007
| Sparkling Milano | 2:3 (18:25, 21:25, 25:23, 28:26, 10:15) | Itas Diatec Trentino |

### 7. Kolejka
24 października 2007
| M. Roma Volley | 3:0 (25:19, 25:21, 25:19)        | Professione Casa Taranto |
| Cimone Modena  | 1:3 (25:21, 22:25, 22:25, 26:24) | Sparkling Milano         |

28 października 2007
| Sisley Treviso             | 3:0 (25:12, 25:21, 25:14)               | Andreoli Latina                   |
| Copra Berni Piacenza       | 3:2 (25:21, 16:25, 25:17, 22:25, 15:11) | Lube Banca Macerata               |
| Bre Banca Lannutti Cuneo   | 3:0 (25:22, 25:20, 25:22)               | Famigliulo Corigliano             |
| RPA-LuigiBacchi.it Perugia | 2:3 (25:20, 19:25, 23:25, 25:17, 24:16) | Acqua Paradiso Gabeca Montichiari |
| Itas Diatec Trentino       | 3:2 (22:25, 28:30, 25:28, 25:19, 15:12) | Antonveneta Padwa                 |

### 8. Kolejka
31 października 2007
| M. Roma Volley        | 2:3 (25:23, 19:25, 22:25, 25:22, 11:15) | Sisley Treviso   |
| Famigliulo Corigliano | 1:3 (25:22, 22:25, 22:25, 21:25)        | Sparkling Milano |
| Antonveneta Padwa     | 2:3 (21:25, 23:25, 25:23, 25:20, 11:15) | Cimone Modena    |

1 listopada 2007
| Professione Casa Taranto          | 2:3 (25:17, 34:32, 21:25, 27:29, 10:15) | Copra Berni Piacenza       |
| Lube Banca Macerata               | 3:0 (25:21, 25:22, 25:22)               | Itas Diatec Trentino       |
| Andreoli Latina                   | 3:0 (25:22, 26:24, 25:22)               | RPA-LuigiBacchi.it Perugia |
| Acqua Paradiso Gabeca Montichiari | 1:3 (25:17, 21:25, 26:24, 22:25)        | Bre Banca Lannutti Cuneo   |

### 9. Kolejka
9 grudnia 2007
| Copra Berni Piacenza       | 2:3 (22:25, 18:25, 26:24, 25:18, 11:15) | M. Roma Volley                    |
| Famigliulo Corigliano      | 2:3 (22:25, 25:23, 36:34, 21:25, 11:15) | Antonveneta Padwa                 |
| Itas Diatec Trentino       | 3:0 (25:23, 25:15, 25:18)               | Professione Casa Taranto          |
| Cimone Modena              | 3:2 (25:21, 25:22, 22:25, 23:25, 21:19) | Acqua Paradiso Gabeca Montichiari |
| RPA-LuigiBacchi.it Perugia | 0:3 (20:25, 15:25, 16:25)               | Lube Banca Macerata               |
| Bre Banca Lannutti Cuneo   | 3:0 (26:24, 25:19, 25:19)               | Sisley Treviso                    |
| Sparkling Milano           | 3:0 (25:21, 25:20, 25:20)               | Andreoli Latina                   |

### 10. Kolejka
15 grudnia 2007
| Andreoli Latina | 1:3 (19:25, 22:25, 25:16, 19:25) | Bre Banca Lannutti Cuneo |

16 grudnia 2007
| RPA-LuigiBacchi.it Perugia        | 2:3 (25:23, 22:25, 27:29, 25:22, 14:25) | Cimone Modena         |
| Sisley Treviso                    | 1:3 (25:21, 23:25, 21:25, 20:25)        | Copra Berni Piacenza  |
| M. Roma Volley                    | 2:3 (18:25, 19:25, 27:25, 26:24, 13:15) | Itas Diatec Trentino  |
| Professione Casa Taranto          | 2:3 (22:25, 19:25, 25:20, 25:18, 12:15) | Lube Banca Macerata   |
| Acqua Paradiso Gabeca Montichiari | 0:3 (22:25, 22:25, 23:25)               | Famigliulo Corigliano |
| Antonveneta Padwa                 | 3:2 (25:20, 16:25, 25:22, 28:30, 15:11) | Sparkling Milano      |

### 11. Kolejka
22 grudnia 2007
| Famigliulo Corigliano | 0:3 (20:25, 22:25, 25:27) | Cimone Modena |

23 grudnia 2007
| Professione Casa Taranto | 1:3 (25:21, 20:25, 23:25, 16:25)        | Sisley Treviso                    |
| Itas Diatec Trentino     | 3:1 (32:30, 25:22, 23:25, 25:22)        | Copra Berni Piacenza              |
| Lube Banca Macerata      | 3:1 (25:23, 25:20, 14:25, 25:19)        | Andreoli Latina                   |
| Antonveneta Padwa        | 3:2 (25:22, 16:25, 19:25, 25:23, 15:12) | RPA-LuigiBacchi.it Perugia        |
| Sparkling Milano         | 3:2 (28:30, 25:18, 25:23, 19:25, 19:17) | Acqua Paradiso Gabeca Montichiari |
| Bre Banca Lannutti Cuneo | 2:3 (25:18, 17:25, 29:27, 28:30, 12:15) | M. Roma Volley                    |

### 12. Kolejka
26 grudnia 2007
| Andreoli Latina                   | 3:0 (25:20, 25:23, 25:15)               | Professione Casa Taranto |
| Sisley Treviso                    | 3:1 (25:19, 19:25, 26:24, 25:19)        | Itas Diatec Trentino     |
| M. Roma Volley                    | 3:0 (27:25, 25:13, 25:19)               | Lube Banca Macerata      |
| Cimone Modena                     | 2:3 (25:21, 25:27, 19:25, 29:27, 18:20) | Bre Banca Lannutti Cuneo |
| Copra Berni Piacenza              | 3:0 (25:20, 27:25, 25:17)               | Famigliulo Corigliano    |
| RPA-LuigiBacchi.it Perugia        | 3:1 (25:13, 26:24, 20:25, 26:24)        | Sparkling Milano         |
| Acqua Paradiso Gabeca Montichiari | 3:2 (22:25, 25:27, 25:21, 25:18, 15:9)  | Antonveneta Padwa        |

### 13. Kolejka
16 stycznia 2008
| Itas Diatec Trentino     | 3:2 (25:20, 29:27, 28:30, 18:25, 15:12) | Andreoli Latina                   |
| Bre Banca Lannutti Cuneo | 3:0 (25:20, 25:22, 25:21)               | RPA-LuigiBacchi.it Perugia        |
| Famigliulo Corigliano    | 2:3 (23:25, 26:24, 23:25, 25:20, 13:15) | M. Roma Volley                    |
| Lube Banca Macerata      | 3:0 (25:21, 25:21, 29:27)               | Acqua Paradiso Gabeca Montichiari |
| Professione Casa Taranto | 2:3 (24:26, 19:25, 25:20, 25:23, 12:15) | Cimone Modena                     |
| Sparkling Milano         | 3:2 (25:21, 18:25, 16:25, 25:21, 16:14) | Sisley Treviso                    |
| Antonveneta Padwa        | 0:3 (27:29, 22:25, 18:25)               | Copra Berni Piacenza              |

### 14 Kolejka
20 stycznia 2008
| Andreoli Latina          | 0:3 (18:25, 14:25, 18:25)        | Acqua Paradiso Gabeca Montichiari |
| Itas Diatec Trentino     | 3:1 (25:23, 22:25, 25:18, 25:22) | Bre Banca Lannutti Cuneo          |
| M. Roma Volley           | 3:1 (26:24, 20:25, 25:23, 25:23) | Antonveneta Padwa                 |
| Professione Casa Taranto | 3:0 (25:22, 25:17, 25:20)        | Sparkling Milano                  |
| Sisley Treviso           | 3:0 (25:23, 25:20, 25:19)        | Famigliulo Corigliano             |
| Copra Berni Piacenza     | 3:0 (25:20, 25:18, 25:16)        | RPA-LuigiBacchi.it Perugia        |

21 stycznia 2008
| Lube Banca Macerata | 3:2 (23:25, 25:23, 23:25, 25:23, 15:11) | Cimone Modena |

### 15 Kolejka
26 stycznia 2008
| Acqua Paradiso Gabeca Montichiari | 1:3 (22:25, 15:25, 25:15, 16:25) | Sisley Treviso |

27 stycznia 2008
| Cimone Modena              | 2:3 (25:22, 21:25, 21:25, 25:22, 10:15) | Itas Diatec Trentino     |
| Bre Banca Lannutti Cuneo   | 1:3 (25:22, 22:25, 24:26, 22:25)        | Lube Banca Macerata      |
| Sparkling Milano           | 0:3 (21:25, 20:25, 15:25)               | Copra Berni Piacenza     |
| Famigliulo Corigliano      | 2:3 (25:20, 21:25, 17:25, 25:22, 12:15) | Professione Casa Taranto |
| RPA-LuigiBacchi.it Perugia | 0:3 (22:25, 19:25, 18:25)               | M. Roma Volley           |

28 stycznia 2008
| Antonveneta Padwa | 1:3 (29:27, 23:25, 24:26, 24:26) | Andreoli Latina |

### 16 Kolejka
2 lutego 2008
| Sparkling Milano | 2:3 (25:19, 23:25, 25:15, 28:20, 11:15) | M. Roma Volley |

3 lutego 2008
| Antonveneta Padwa          | 1:3 (37:35, 25:27, 20:25, 23:25)        | Professione Casa Taranto |
| Cimone Modena              | 2:3 (22:25, 25:19, 25:14, 22:25, 12:15) | Andreoli Latina          |
| Bre Banca Lannutti Cuneo   | 3:! (25:15, 25:22, 16:25, 28:26)        | Copra Berni Piacenza     |
| Famigliulo Corigliano      | 2:3 (25:22, 20:25, 22:25, 25:22, 6:15)  | Lube Banca Macerata      |
| RPA-LuigiBacchi.it Perugia | 1:3 (20:25, 25:23, 22:25, 23:25)        | Sisley Treviso           |

4 lutego 2008
| Acqua Paradiso Gabeca Montichiari | 1:3 (26:28, 25:21, 19:25, 23:25) | Itas Diatec Trentino |

### 17 Kolejka
6 lutego 2008
| Copra Berni Piacenza     | 3:0 (25:22, 26:24, 25:15)        | Cimone Modena            |
| Professione Casa Taranto | 1:3 (23:25, 25:22, 22:25, 17:25) | Bre Banca Lannutti Cuneo |
| Lube Banca Macerata      | 3:0 (25:20, 25:16, 25:16)        | Sparkling Milano         |
| Andreoli Latina          | 0:3 (23:25, 29:31, 21:25)        | Famigliulo Corigliano    |
| Sisley Treviso           | 3:0 (25:17, 25:14, 25:21)        | Antonveneta Padwa        |

7 lutego 2008
| M. Roma Volley       | 3:0 (25:17, 25:22, 25:23(        | Acqua Paradiso Gabeca Montichiari |
| Itas Diatec Trentino | 3:1 (24:26, 25:18, 25:16, 25:18) | RPA-LuigiBacchi.it Perugia        |

### 18 Kolejka
9 lutego 2008
| Sparkling Milano | 3:1 (25:17, 20:25, 25:21, 26:24) | Bre Banca Lannutti Cuneo |

10 lutego 2008
| Andreoli Latina                   | 2:3 (26:28, 25:15, 18:25, 25:21, 14:16) | M. Roma Volley           |
| RPA-LuigiBacchi.it Perugia        | 3:1 (25:15, 25:22, 23:25, 25:18)        | Professione Casa Taranto |
| Acqua Paradiso Gabeca Montichiari | 0:3 (23:25, 21:25, 22:25)               | Copra Berni Piacenza     |
| Cimone Modena                     | 3:2 (25:23, 27:29, 29:27, 21:25, 15:13) | Sisley Treviso           |
| Famigliulo Corigliano             | 0:3 (21:25, 19:25, 20:25)               | Itas Diatec Trentino     |

11 lutego 2008
| Antonveneta Padwa | 1:3 (18:25, 18:25, 25:23, 17:25) | Lube Banca Macerata |

### 19 Kolejka
17 lutego 2008
| M. Roma Volley             | 3:2 (19:25, 23:25, 25:20, 25:22, 15:11) | Cimone Modena                     |
| Professione Casa Taranto   | 1:3 (25:22, 21:25, 22:25, 21:25)        | Acqua Paradiso Gabeca Montichiari |
| Copra Berni Piacenza       | 3:1 (25:19, 25:20, 21:25, 25:14)        | Andreoli Latina                   |
| Sisley Treviso             | 2:3 (25:20, 23:25, 25:20, 18:25, 10:15) | Lube Banca Macerata               |
| RPA-LuigiBacchi.it Perugia | 2:3 (22:25, 21:25, 25:10, 25:14, 12:15) | Famigliulo Corigliano             |
| Bre Banca Lannutti Cuneo   | 3:0 (25:20, 25:19, 25:12)               | Antonveneta Padwa                 |

18 lutego 2008
| Itas Diatec Trentino | 3:1 (25:17, 25:21, 22:25, 25:16) | Sparkling Milano |

### 20 Kolejka
24 lutego 2008
| Sparkling Milano                  | 3:2 (25:23, 16:25, 25:21, 18:25, 15:12) | Cimone Modena              |
| Professione Casa Taranto          | 3:2 (22:25, 25:18, 32:34, 25:23, 15:13) | M. Roma Volley             |
| Andreoli Latina                   | 0:3 (18:25, 18:25, 20:25)               | Sisley Treviso             |
| Lube Banca Macerata               | 3:0 (25:18, 25:20, 25:22)               | Copra Berni Piacenza       |
| Antonveneta Padwa                 | 0:3 (14:25, 22:25, 20:25)               | Itas Diatec Trentino       |
| Acqua Paradiso Gabeca Montichiari | 3:2 (25:12, 25:18, 23:25, 17:25, 15:11) | RPA-LuigiBacchi.it Perugia |
| Famigliulo Corigliano             | 0:3 (21:25, 16:25, 21:25)               | Bre Banca Lannutti Cuneo   |

### 21 Kolejka
9 marca 2008
| Sparkling Milano           | 3:2 (17:25, 25:22, 25:22, 22:25, 16:14) | Famigliulo Corigliano             |
| Copra Berni Piacenza       | 3:2 (20:25, 21:25, 25:20, 25:21, 15:11) | Professione Casa Taranto          |
| Sisley Treviso             | 3:0 (25:16, 25:21, 25:22)               | M. Roma Volley                    |
| Itas Diatec Trentino       | 3:1 (30:28, 20:25, 25:22, 25:18)        | Lube Banca Macerata               |
| RPA-LuigiBacchi.it Perugia | 2:3 (25:19, 19:25, 19:25, 25:22, 13:15) | Andreoli Latina                   |
| Bre Banca Lannutti Cuneo   | 3:2 (24:26, 25:15, 22:25, 25:22, 15:13) | Acqua Paradiso Gabeca Montichiari |

10 marca 2008
| Cimone Modena | 1:3 (25:16, 33:35, 24:26, 23:25) | Antonveneta Padwa |

### 22 Kolejka
15 marca 2008
| Professione Casa Taranto | 1:3 (18:25, 25:23, 22:25, 19:25) | Itas Diatec Trentino |

16 marca 2008
| Andreoli Latina                   | 3:0 (25:23, 25:20, 29:27)        | Sparkling Milano           |
| M. Roma Volley                    | 0:3 (20:25, 21:25, 27:29)        | Copra Berni Piacenza       |
| Antonveneta Padwa                 | 1:3 (25:20, 17:25, 20:25, 21:25) | Famigliulo Corigliano      |
| Lube Banca Macerata               | 1:3 (21:25, 25:19, 23:25, 21:25) | RPA-LuigiBacchi.it Perugia |
| Acqua Paradiso Gabeca Montichiari | 3:0 (25:21, 25:19, 25:21)        | Cimone Modena              |

17 marca 2008
| Sisley Treviso | 0:3 (21:25, 22:25, 21:25) | Bre Banca Lannutti Cuneo |

### 23 Kolejka
19 marca 2008
| Itas Diatec Trentino | 3:0 (25:22, 25:23, 25:18) | M. Roma Volley |

22 marca 2008
| Lube Banca Macerata      | 3:0 (32:30, 25:23, 25:16)              | Prisma Taranto                    |
| Bre Banca Lannutti Cuneo | 3:0 (25:23, 25:16, 25:22)              | Andreoli Latina                   |
| Copra Berni Piacenza     | 2:3 (17:25, 17:25, 25:21, 25:19, 9:15) | Sisley Treviso                    |
| Sparkling Milano         | 3:0 (25:19, 25:18, 28:26)              | Antonveneta Padwa                 |
| Famigliulo Corigliano    | 1:3 (24:26, 23:25, 25:23, 22:25)       | Acqua Paradiso Gabeca Montichiari |

26 marca 2008
| Cimone Modena | 0:3 (24:26, 24:26, 22:25) | RPA-LuigiBacchi.it Perugia |

### 24 Kolejka
25 marca 2008
| Copra Berni Piacenza | 3:2 (25:23, 23:25, 25:16, 23:25, 15:13) | Itas Diatec Trentino |
| Sisley Treviso       | 3:0 (25:18, 25:22, 25:19)               | Prisma Taranto       |

30 marca 2008
| Andreoli Latina                   | 0:3 (16:25, 20:25, 22:25)               | Lube Banca Macerata      |
| M. Roma Volley                    | 0:3 (16:25, 13:25, 15:25)               | Bre Banca Lannutti Cuneo |
| Acqua Paradiso Gabeca Montichiari | 2:3 (25:17, 25:21, 23:25, 24:26, 12:15) | Sparkling Milano         |
| Cimone Modena                     | 3:1 (25:22, 20:25, 25:19, 25:21)        | Famigliulo Corigliano    |

31 marca 2008
| RPA-LuigiBacchi.it Perugia | 3:0 (33:31, 25:21, 25:23) | Antonveneta Padwa |

### 25 Kolejka
3 kwietnia 2008
| Prisma Taranto           | 3:1 (27:29, 25:20, 25:20, 25:15)        | Andreoli Latina                   |
| Lube Banca Macerata      | 2:3 (28:30, 25:23, 22:25, 25:23, 13:15) | M. Roma Volley                    |
| Sparkling Milano         | 2:3 (20:25, 25:22, 25:23, 23:25, 10:15) | RPA-LuigiBacchi.it Perugia        |
| Antonveneta Padwa        | 2:3 (25:21, 21:25, 17:25, 25:18, 15:17) | Acqua Paradiso Gabeca Montichiari |
| Bre Banca Lannutti Cuneo | 2:3 (14:25, 21:25, 25:17, 25:22, 14:16) | Cimone Modena                     |
| Famigliulo Corigliano    | 2:3 (25:23, 21:25, 19:25, 25:17, 11:15) | Copra Berni Piacenza              |
| Itas Diatec Trentino     | 1:3 (21:25, 20:25, 25:23, 17:25)        | Sisley Treviso                    |

### 26 Kolejka
6 kwietnia 2008
| Andreoli Latina                   | 0:3 (21:25, 19:25, 21:25)               | Itas Diatec Trentino     |
| M. Roma Volley                    | 3:2 (29:31, 22:25, 25:22, 25:21, 15:11) | Famigliulo Corigliano    |
| RPA-LuigiBacchi.it Perugia        | 0:3 (17:25, 20:25, 21:25)               | Bre Banca Lannutti Cuneo |
| Acqua Paradiso Gabeca Montichiari | 3:0 (25:16, 25:23, 25:15)               | Lube Banca Macerata      |
| Cimone Modena                     | 3:1 (25:22, 21:25, 25:11, 25:23)        | Prisma Taranto           |
| Copra Berni Piacenza              | 3:2 (25:17, 21:25, 25:22, 21:25, 15:10) | Antonveneta Padwa        |
| Sisley Treviso                    | 2:3 (25:19, 25:19, 21:25, 20:25, 8:15)  | Sparkling Milano         |

## Tabela rundy zasadniczej
| Lp. | Drużyna                           | Mecze | Mecze wygrane | Mecze przegrane | Sety zdobyte | Sety stracone | Punkty |
| --- | --------------------------------- | ----- | ------------- | --------------- | ------------ | ------------- | ------ |
| 1.  | Bre Banca Lannutti Cuneo          | 26    | 21            | 5               | 67           | 28            | 59     |
| 2.  | Itas Diatec Trentino              | 26    | 21            | 5               | 67           | 33            | 59     |
| 3.  | Sisley Treviso                    | 26    | 16            | 10              | 59           | 42            | 50     |
| 4.  | M. Roma Volley                    | 26    | 17            | 9               | 62           | 45            | 49     |
| 5.  | Lube Banca Macerata               | 26    | 17            | 9               | 60           | 43            | 48     |
| 6.  | Copra Berni Piacenza              | 26    | 15            | 11              | 61           | 44            | 44     |
| 7.  | Acqua Paradiso Gabeca Montichiari | 26    | 12            | 15              | 52           | 53            | 38     |
| 8.  | Cimone Modena                     | 25    | 11            | 15              | 54           | 57            | 35     |
| 9.  | Sparkling Milano                  | 26    | 12            | 14              | 48           | 58            | 35     |
| 10. | RPA-LuigiBacchi.it Perugia        | 26    | 8             | 18              | 43           | 58            | 32     |
| 11. | Antonveneta Padwa                 | 26    | 8             | 18              | 41           | 65            | 25     |
| 12. | Prisma Taranto                    | 26    | 6             | 29              | 40           | 64            | 25     |
| 13. | Famigliulo Corigliano             | 26    | 6             | 20              | 37           | 65            | 23     |
| 14. | Andreoli Latina                   | 26    | 6             | 29              | 29           | 65            | 19     |

Stan na 6 kwietnia 2008.

## Faza Play-Off

### I Runda Play-Off
o miejsca 1-8 (do 2 zwycięstw)
9 kwietnia 2008
| Itas Diatec Trentino | 3:0 (25:20, 25:19, 25:15) | Cimone Modena |

12 kwietnia 2008
| Cimone Modena | 1:3 (25:19, 18:25, 23:25, 23:25) | Itas Diatec Trentino |

stan rywalizacji - 2:0 dla Itasu Diatec Trentino
9 kwietnia 2008
| Bre Banca Lannutti Cuneo | 3:2 (26:28, 25:23, 25:21, 21:25, 15:11) | Acqua Paradiso Gabeca Montichiari |

13 kwietnia 2008
| Acqua Paradiso Gabeca Montichiari | 2:3 (22:25, 25:20, 26:24, 23:25, 11:15) | Bre Banca Lannutti Cuneo |

stan rywalizacji - 2:0 dla Bre Banci Lannutti Cuneo
9 kwietnia 2008
| Sisley Treviso | 3:0 (25:23, 25:21, 25:21) | Copra Berni Piacenza |

13 kwietnia 2008
| Copra Berni Piacenza | 3:0 (25:19, 25:20, 25:20) | Sisley Treviso |

17 kwietnia 2008
| Sisley Treviso | 2:3 (22:25, 19:25, 25:21, 25:13, 11:15) | Copra Berni Piacenza |

stan rywalizacji - 2:1 dla Copry Berni Piacenza
9 kwietnia 2008
| M. Roma Volley | 3:0 (37:35, 32:30, 25:21) | Lube Banca Macerata |

13 kwietnia 2008
| Lube Banca Macerata | 2:3 (25:23, 19:25, 25:19, 29:31, 9:15) | M. Roma Volley |

stan rywalizacji - 2:0 dla M. Roma Volley

### II Runda Play-Off
Półfinały
(do 2 zwycięstw)
20 kwietnia 2008
| Itas Diatec Trentino | 3:0 (25:22, 25:19, 25:15) | M. Roma Volley |

23 kwietnia 2008
| M. Roma Volley | 0:3 (22:25, 23:25, 18:25) | Itas Diatec Trentino |

stan rywalizacji - 2:0 dla Itasu Diatec Trentino
20 kwietnia 2008
| Bre Banca Lannutti Cuneo | 3:2 (25:16, 25:21, 21:25, 18:25, 15:9) | Copra Berni Piacenza |

23 kwietnia 2008
| Copra Berni Piacenza | 3:0 (25:19, 25:21, 25:21) | Bre Banca Lannutti Cuneo |

26 kwietnia 2008
| Bre Banca Lannutti Cuneo | 1:3 (20:25, 22:25, 25:22, 16:25) | Copra Berni Piacenza |

stan rywalizacji - 2:1 dla Copry Berni Piacenza

### III Runda Play-Off
Finał
(do 2 zwycięstw)
1 maja 2008
| Itas Diatec Trentino | 3:0 (25:22, 25:19, 25:15) | Copra Berni Piacenza |

4 maja 2008
| Copra Berni Piacenza | 3:2 (25:21, 25:23, 18:25, 22:25, 16:14) | Itas Diatec Trentino |

7 maja 2008
| Itas Diatec Trentino | 3:0 (29:27, 25:16, 25:19) | Copra Berni Piacenza |

stan rywalizacji: 2-1 dla Itasu Diatec Trentino
Mistrzem Włoch sezonu 2007/2008 została drużyna Itasu Diatec Trentino.

## Klasyfikacja końcowa
| Miejsce | Drużyna                           | Uwagi              |
| ------- | --------------------------------- | ------------------ |
| 1       | Itas Diatec Trentino              | Mistrz Włoch       |
| 2       | Copra Berni Piacenza              |                    |
| 3       | Bre Banca Lannutti Cuneo          |                    |
| 4       | Sisley Treviso                    |                    |
| 5       | M. Roma Volley                    |                    |
| 6       | Lube Banca Macerata               | Puchar Włoch       |
| 7       | Acqua Paradiso Gabeca Montichiari |                    |
| 8       | Cimone Modena                     |                    |
| 9       | Sparkling Milano                  |                    |
| 10      | RPA-LuigiBacchi.it Perugia        |                    |
| 11      | Famigliulo Corigliano             | Spadek do Serie A2 |
| 12      | Andreoli Latina                   | Spadek do Serie A2 |